# Amman Rotana Hotel
El Amman Rotana Hotel es un rascacielos ubicado en Amán, capital de Jordania. El trabajo de construcción comenzó en 2010 y se terminó en 2015. Alcanzó una altura de 188 metros para 50 pisos convirtiéndolo en el edificio más alto de Jordania.
| Predecesor: Le Royal Hotel | Edificios más altos de Jordania 2015 - Actualidad | Sucesor: - |